# Clare Island
Clare Island (irsky Oileán Chliara) je hornatý ostrov uprostřed vjezdu do zátoky Clew Bay v hrabství Mayo v irské provincii Connacht. Clare Island, který je největší z množství ostrovů v zátoce Clew Bay, patří mezí území, obydlená již od prehistorických dob.

## Geografie
Ostrov Clare má významnou strategickou polohu, neb se nachází prakticky uprostřed ústí zátoky Clew Bay do Atlantského oceánu. Je vzdálen cca 5 km od Roonagh Pointu, nezápadnějšího výběžku na jižním pobřeží zátoky Clew Bay, a necelé 4 km od neobydleného ostrova Achillbeg (irsky Acaill Beg) a 5,2 km od jižního pobřeží velkého ostrova Acaill (anglicky Achill Island), respektive 6 km od poloostrova Corraun na severu. Nejvyšším vrcholem ostrova Clare je hora Knockmore (462 m n. m.). Jihozápadním směrem od ostrova Clare se zvedá z vod Atlantiku neobydlený ostrov Caher Island (irsky Cathair na Naomh) a o něco dále větší ostrov Inishturk (irsky Inis Toirc), na němž žije asi šest desítek lidí.

## Historie

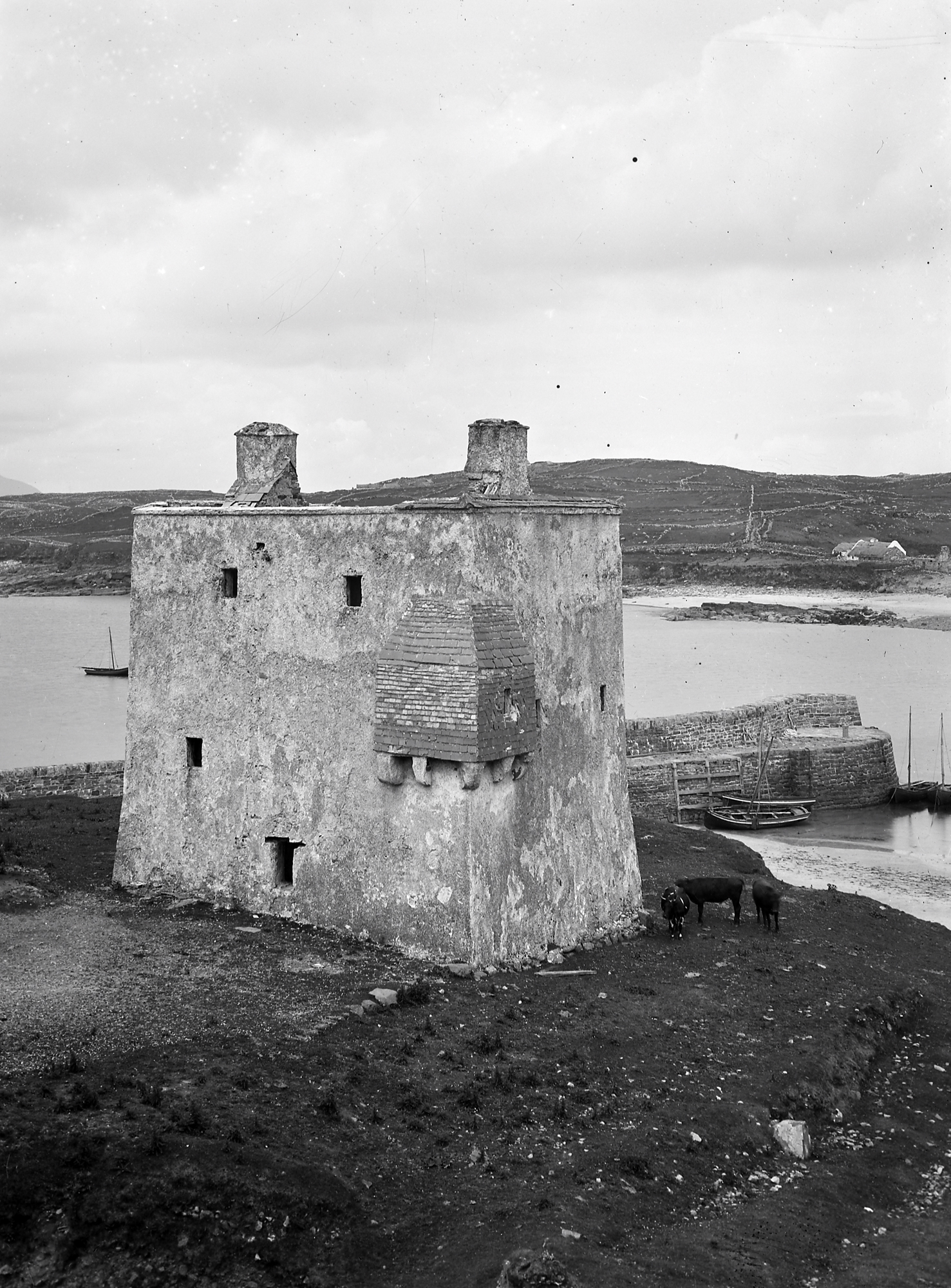
Hrad Gráine O'Maleyové na snímku z počátku 20. století

Ostrov Clare se proslavil především jako hlavní námořní základna slavné irské korzárky z 16. století Gráine (Grace) OMalleyové, zvané „královna moří z Connachtu“. Romantizovaný příběh této příslušnice místní vládnoucí rodiny Uí Mháille je využíván v celé oblasti kolem zálivu pro povzbuzení turistického ruchu, mj. též v četných prezentacích v okolních městech a obcích, jako je například muzejní expozice v zámku Westport House, Gráinne O'Malley Interpretive Centre v Louisburghu nebo Pirate Adventure Park poblíž ústí řeky Carrowbeg River ve Westportu.
U přístavu v malé zátoce na jihovýchodním výběžku ostrova Clare se nachází někdejší hrad Gráine O'Malleyové (Granuaile's Castle) ze 16. století, typická irská stavba tohoto druhu v podobě obytné a obranné věže. Dalšími pevnostmi Gráine OMalleyové v oblasti Clew Bay byl Carrickkildavnet Castle na ostrově Acaill a Rockfleet Castle u Newportu. V roce 1588 byla u ostrova Clare potopena jedna z lodí španělské Armady a její posádka byla pobita.

### Nejstarší památky

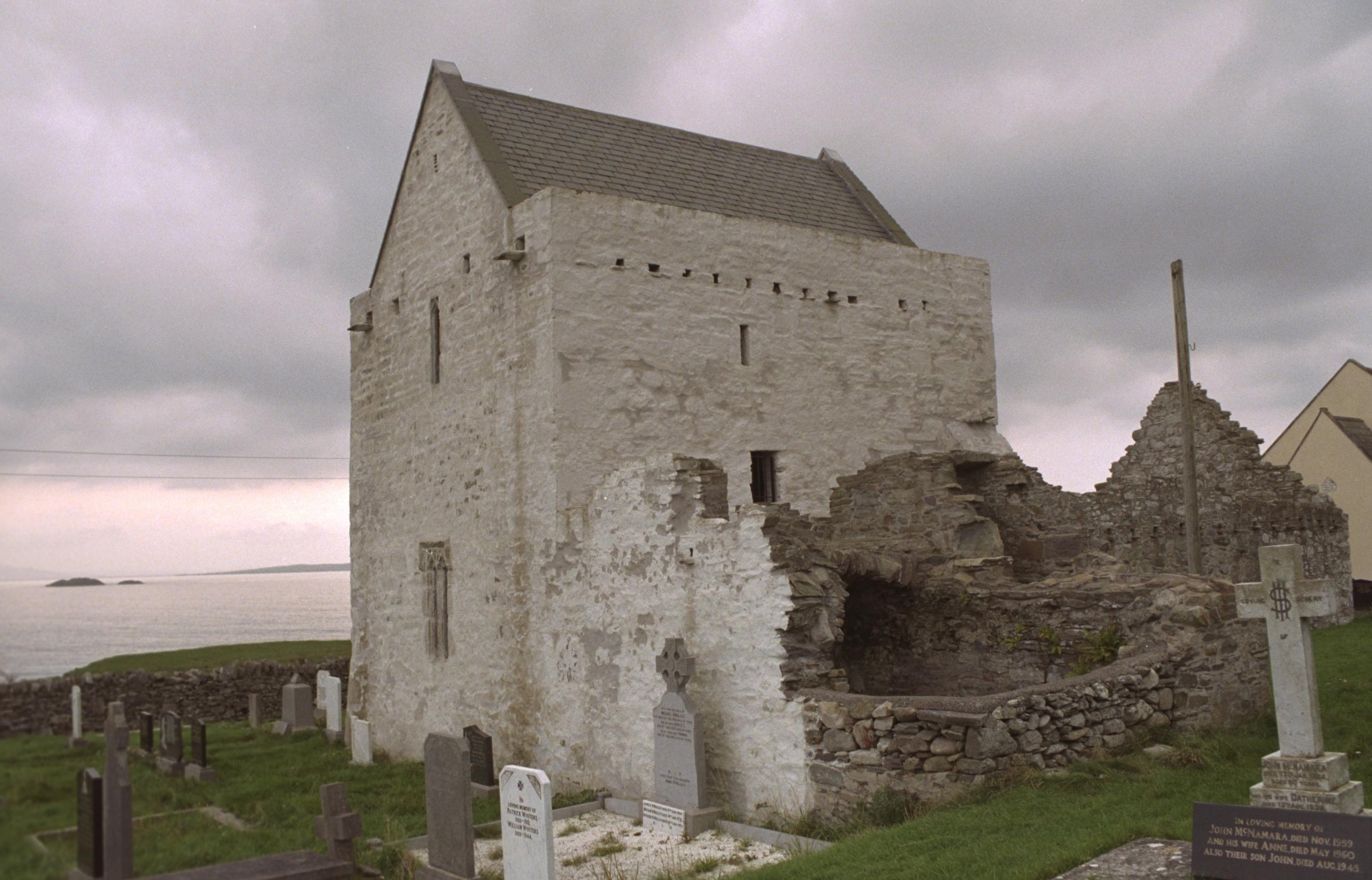
Opatství svaté Brigity

Na ostrově Clare se však vyskytují i mnohem starší památky. Mezi nejstarší patří stopy po osídlení z doby bronzové s několika desítkami tzv. fulachta fiad – otevřených kuchyní.
Na jižním pobřeží se nachází klášter, známý jako Clare Island Abbey, jehož správné oficiální pojmenování je Saint Bridget`s Abbey či Saint Brigid´s Abbey – opatství svaté Brigity. Tento klášter nechala na ostrově vybudovat v období 12. století nebo přelomu 12. a 13. století zdejší vládnoucí rodina Uí Mháille. Od roku 1224 bylo opatství cisterciáckým klášterem. Stavba je proslulá zejména svou vnitřní výzdobou, v cisterciáckých klášterech dosti netypickou – nástěnnými a stropními malbami s figurálními, zvířecími a rostlinnými motivy a ornamenty. V areálu kláštera se nachází hrobka místních králů z rodu Uí Mháille a podle některých domněnek by zde měla být pohřbena i Gráine O'Malleyová.

### Ostrovní maják
V roce 1806 nechal John Denis Browne, 1. markýz ze Sligo, postavit na západě ostrova Clare maják, který sloužil svému účelu až do 28. září 1965, kdy byl nahrazen novým majákem na ostrově Achillbeg.

### Velký hladomor 1845–1850
Ostrovu Clare se nevyhnuly důsledky velkého hladomoru, k němuž došlo v Irsku v letech 1845–1850. Zatímco v roce 1841 zde bylo evidováno 1615 obyvatel, v roce 1851 se tento stav snížil na 845, tedy téměř na polovinu. V roce 2006 bylo na ostrově 136 obyvatel, o pět let později se tento počet zvýšil na 168.

### Clare Island Survey 1909–1911 a 1990–2005

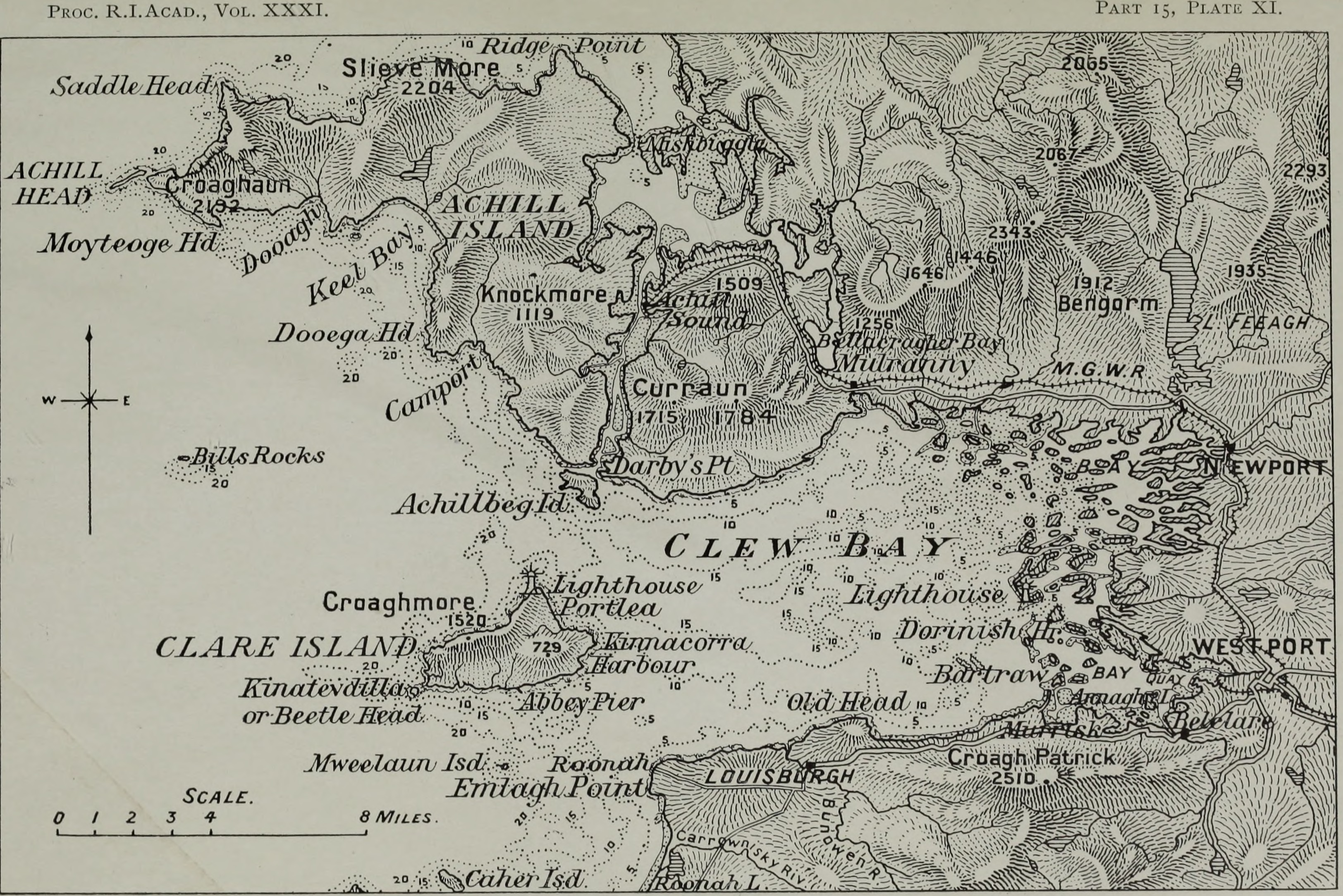
Mapa R. L. Praegera z r. 1910

V letech 1909–1911 se za účasti vědců z Irska, Anglie, Dánska, Německa a Švýcarska uskutečnil podrobný průzkum ostrova Clare (Clare Island Survey) z hlediska zoologického, botanického, archeologického a geologického. Výsledky výzkumu byly publikovány v letech 1911–1915 v materiálech Královské irské akademie (Royal Irish Academy).
V letech 1990–2005 byl proveden na ostrově nový výzkum, zaměřený zejména na důsledky současných změn klimatu. Výsledky tohoto výzkumu byly publikovány Královskou irskou akademií v roce 2007.

## Clare Island Salmon
Clare Island Salmon (irsky Bradán Oileáin Chliara), atlantský losos z vod u ostrova Clare, je zapsán jako chráněné označení na seznamu kvalitních zemědělských výrobků a produktů v rámci Evropské unie, konkrétně na seznamu PGI (Protected Geographical Indication – chráněné zeměpisné označení).

## Služby a doprava

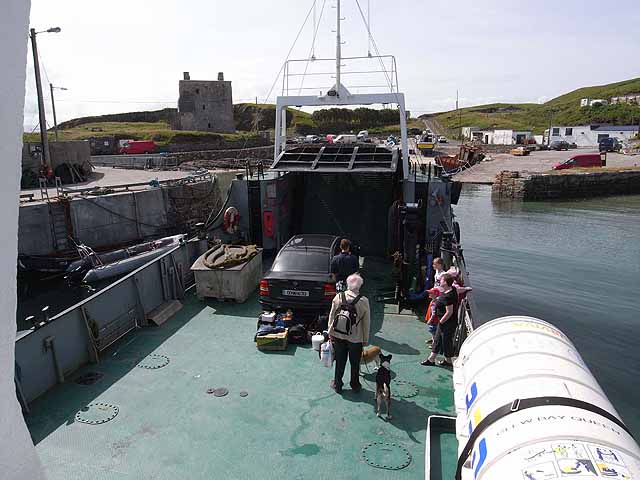
Příjezd trajektu na Clare Island

Na ostrově je pošta, základní škola (1. stupeň) a několik ubytovacích zařízení pro turisty. Lodní doprava na ostrov Clare je zajišťována z přístavu Roonagh Quay poblíž Louisburghu na jihozápadním pobřeží zátoky Clew Bay. Přeprava cestujících trvá 10–15 minut. Celoročně zde existují tři spoje za den, v letní sezóně je spojů až pět. Zpáteční jízdné na rok 2017 bylo stanoveno na 8 eur pro děti do 12 let, pro studenty do 18 let na 12 eur a pro dospělé na 17 eur.